# بیلی اسلاتر
بیلی اِسلاتر (انگلیسی: Billy Slaughter؛ زادهٔ ۳ ژوئن ۱۹۸۰) بازیگر اهل ایالات متحده آمریکا است.  وی از سال ۲۰۰۲ میلادی تاکنون مشغول فعالیت بوده‌است.
از فیلم‌ها یا برنامه‌های تلویزیونی که وی در آن نقش داشته است، می‌توان به کمپین، تمرکز، افراط آمریکایی، آخرین بار، زیبایی و کیف دستی و هفت دلاور اشاره کرد.